# Zsírfagyasztás
A zsírfagyasztás, vagy kriolipolízis egy műtét nélküli (non-invazív) zsírbontó eljárás. Felügyelt hűtési folyamat és vákuum együttes alkalmazásával történik a kezelés. A technológia alapja, hogy a hidegnek kitett zsírsejtek kevésbé ellenállóak, mint más szövetek. Vákuum szívóhatásával elkülönítik a kezelni kívánt zsírszövetet, mely a kezelőfej üreges részébe kerül. Az izolált szövetben csökken a véráramlás. A kezelt szövetet fokozatosan hűtik le -8 °C-ra. Ez a test gyulladásos reakcióját váltja ki, melynek következtében a zsírsejtek elhalnak, majd a kezelést követően a nyirokrendszernek köszönhetően anyagcserével együtt ürülnek a szervezetből. A kezelés alatt a környező szövetek nem károsodnak, csak a megcélzott zsírsejtek halnak el. A kezelőfejben található hőmérséklet-érzékelő és védő membrán felel az eljárás biztonságosságáért